# نورمان بوين
نورمان بوين (بالإنجليزية: Norman L. Bowen)‏ (و. 1887 – 1956 م) هو جيولوجي، من كندا، ولد في كينغستن، كان عضوًا في الجمعية الملكية، والأكاديمية الأمريكية للفنون والعلوم، والأكاديمية الوطنية للعلوم، والأكاديمية الألمانية للعلوم ليوبولدينا، توفي في واشنطن العاصمة، عن عمر يناهز 69 عاماً.

## التعليم
تعلم في جامعة كوينز.

## جوائز
حصل على جوائز منها:
- Roebling Medal [الإنجليزية]‏ (1950)[12]
- ميدالية ولاستون (1950)
- Penrose Medal [الإنجليزية]‏ (1941).

## روابط خارجية
- نورمان بوين على موقع الموسوعة البريطانية (الإنجليزية)